# Ревковцы
Ревковцы (укр. Ревківці) — село в Новоселицкой городской общине Черновицкого района Черновицкой области Украины.
До 2020 года входило в Новоселицкий район
Население по переписи 2001 года составляло 641 человек. Почтовый индекс — 60324. Телефонный код — 3733. Код КОАТУУ — 7323087102.